# Сухой Полуй
Сухой Полуй — река на севере Западной Сибири, на юге Приуральского района Ямало-Ненецкого автономного округа.
Длина реки — 212 км, площадь водосборного бассейна — 5100 км². Берёт начало на Полуйской возвышенности и течёт в северном направлении. Почти на всём протяжении русло сильно меандрирует. Сливаясь с рекой Глубокий Полуй, образует реку Полуй. Высота истока — 84,4 м над уровнем моря. Высота устья — 21,5 м над уровнем моря.
В бассейне насчитывается свыше 220 рек и ручьев, из которых четыре реки длиной свыше 50 км. Основные притоки справа — Большой Хулымъёган, Большой Сандибей, Малый Сандибей.
Средний годовой расход воды — около 45 м³/с, объём годового стока реки — 1,4 км³.
Сухой Полуй покрывается льдом в октябре и открывается только в мае-июне. В обоих случаях для реки характерен ледоход. Средняя длительность ледостава свыше 7 месяцев.

## Притоки
Объекты перечислены по порядку от устья к истоку.
- 13 км: Большой Сандибей
- 19 км: река без названия
- 22 км: Малый Сандибей
- 36 км: Ай-Юган
- 45 км: река без названия
- 57 км: река без названия
- 87 км: Большой Хулымъёган
- 103 км: Хулымаманты-Ёган
- 110 км: река без названия
- 148 км: река без названия
- 168 км: река без названия